# Tratado de Åbo
El Tratado de Åbo o Tratado de Turku fue un tratado de paz entre el Imperio ruso y Suecia en Turku (llamado en sueco Åbo) fue firmado el 7 de agosto (calendario juliano) / 18 de agosto (calendario gregoriano) y marcó el final de la guerra ruso-sueca de 1741-1743.
Hacia el final de la guerra, el Ejército Imperial Ruso había ocupado la mayoría de Finlandia, provocando que el mariscal Trubetskói y el canciller Aleksey Bestuzhev la reclamaran en virtud del principio de uti possidetis. Adquiriendo Finlandia, los políticos rusos esperaban mover la frontera sueca considerablemente al norte y reducir por el peligro de un ataque sueco sobre la nueva capital rusa, San Petersburgo. En la esperanza de obtener su independencia, los nobles y autoridades finlandesas ofrecieron el trono de su país al duque Pedro de Holsten-Gottorp, heredero aparente a la corona rusa.
Otra facción de la corte rusa, representado por el conde prosueco Lestocq y los parientes holsteinianos de Pedro, propusieron devolver Finlandia a Suecia a cambio de reconocer a su tío, Adolfo Federico de Holstein-Gottorp, como heredero al trono de Suecia. La emperatriz Isabel de Rusia apoyaba a estos últimos, en parte porque Adolfo Federico era hermano de su antiguo prometido, que había muerto en junio de 1727 antes de que la boda pudiera tener lugar pero del que guardaba un buen recuerdo.
Según el tratado resultante, Suecia cedió a Rusia las áreas al este del río Kymi con la fortaleza de Olavinlinna y las ciudades de Lappeenranta y Hamina. Desde ahí, la frontera sueca fue movida al del norte de acuerdo con los deseos de Bestuzhev. Por otro lado, los suecos aceptaron a Adolfo Federico como príncipe heredero, expondiéndose a una guerra contra Dinamarca. Para evitarlo, la flota sueca del Báltico regreso a Estocolmo para proteger la capital sueca en caso de ataque danés. Los nuevos territorios suecos fueron incorporados a la Gobernación de Vyborg.
Después del tratado, Rusia pasó a controlar la parte del sur de Karelia. Aun así, Isabel garantizó la práctica de la religión, las propiedades, leyes y privilegios de los habitantes de dichos territorios. 